# AMPA
AMPA는 AMPA 수용체에 대한 특정 작용제인 화합물로, 신경전달물질인 글루탐산의 효과를 모방한다. 풀 네임은 α-아미노-3-하이드록시-5-메틸-4-아이소옥사졸프로피온산(영어: α-amino-3-hydroxy-5-methyl-4-isoxazolepropionic acid)이다.
중추신경계에는 AMPA, 카인산, N-메틸-D-아스파르트산(NMDA) 통로를 포함한 여러 유형의 글루탐산 작동성 이온 통로가 있다. 시냅스에서 이러한 수용체들은 매우 다른 목적을 가지고 있다. AMPA는 실험적으로 한 수용체의 활성을 다른 수용체와 구별하여 각 수용체의 서로 다른 기능을 이해하는 데 사용될 수 있다. AMPA는 빠른 흥분성 시냅스 후 전위(EPSP)를 생성한다. AMPA는 Na+와 K+의 통과를 허용하는 비선택적 양이온 통로인 AMPA 수용체를 활성화하므로 평형 전위가 0 mV에 가깝다.
AMPA는 크로스가르드 라르센(Krogsgaard-Larsen), 오노레(Honoré) 등이 글루탐산 민감성 수용체와 아스파르트산 민감성 수용체를 구분하기 위해 여러 다른 이보텐산 유도체와 함께 처음으로 합성했다.

## 같이 보기
- 암파킨
- AMPA 수용체
- NMDA